# Cleistocactus fieldianus
Cleistocactus fieldianus är en kaktusväxtart som först beskrevs av Nathaniel Lord Britton och Joseph Nelson Rose, och fick sitt nu gällande namn av David Richard Hunt. Cleistocactus fieldianus ingår i släktet Cleistocactus, och familjen kaktusväxter.

## Underarter
Arten delas in i följande underarter:
- C. f. fieldianus
- C. f. tessellatus